# Lherzolit
Lherzolit (czyt. lercolit), buchneryt – ultrazasadowa skała pochodzenia magmowego z grupy perydotytów, niezawierająca w swym składzie mineralnym wolnej krzemionki (SiO2), a jedynie krzemionkę związaną w innych minerałach, której zawartość jest niższa od 45% wagowych. Zasobna w żelazo, a uboga w alkalia: sód i potas. Wypełnia niezbyt rozległe diatremy, wąskie, lejkowate kominy wulkaniczne. Może zawierać minerały akcesoryczne takie jak: pikotyt, tlenki żelaza, apatyt, granat, chromit, hornblenda.
Skała powstała w wyniku: 
- krystalizacji intruzji pochodzących z bardzo dużych głębokości skorupy ziemskiej.
- dyferencjacji i krystalizacji magmy gabrowej.
- krystalizacji pierwotnej magmy ultrazasadowej.
- przeobrażeń metesomatycznych różnego typu skał a przede wszystkim serpentynów w procesie metamorfizmu.

W wyniku wietrzenia lherzolitu, powstają wtórne złoża granatów, wiekowo późniejsze, lokujące się wśród utworów karbońsko permskich, kredy, trzeciorzędu, a nawet czwartorzędu.